# Le Montat
Le Montat – miejscowość i gmina we Francji, w regionie Oksytania, w departamencie Lot.
Według danych na rok 1990 gminę zamieszkiwało 685 osób, a gęstość zaludnienia wynosiła 30 osób/km² (wśród 3020 gmin regionu Midi-Pireneje Le Montat plasuje się na 474. miejscu pod względem liczby ludności, natomiast pod względem powierzchni na miejscu 473.).